# Gaoxing (köpinghuvudort i Kina, Jiangxi Sheng, lat 26,43, long 115,28)
Gaoxing är en köpinghuvudort i Kina. Den ligger i provinsen Jiangxi, i den sydöstra delen av landet, omkring 260 kilometer söder om provinshuvudstaden Nanchang. Antalet invånare är 54 000. Befolkningen består av 26 220 kvinnor och 27 780 män. Barn under 15 år utgör 23,0 %, vuxna 15-64 år 68 %, och äldre över 65 år 7,0 %.
Runt Gaoxing är det ganska tätbefolkat, med 192 invånare per kvadratkilometer. Närmaste större samhälle är Lianjiangzhen, 12,8 km sydost om Gaoxing. Trakten runt Gaoxing består till största delen av jordbruksmark.
Genomsnittlig årsnederbörd är 1 925 millimeter. Den regnigaste månaden är maj, med i genomsnitt 327 mm nederbörd, och den torraste är oktober, med 21 mm nederbörd.